# Amblyopone lurilabes
Amblyopone lurilabes är en myrart som beskrevs av John E. Lattke 1991. Amblyopone lurilabes ingår i släktet Amblyopone och familjen myror. Inga underarter finns listade i Catalogue of Life.

## Bildgalleri

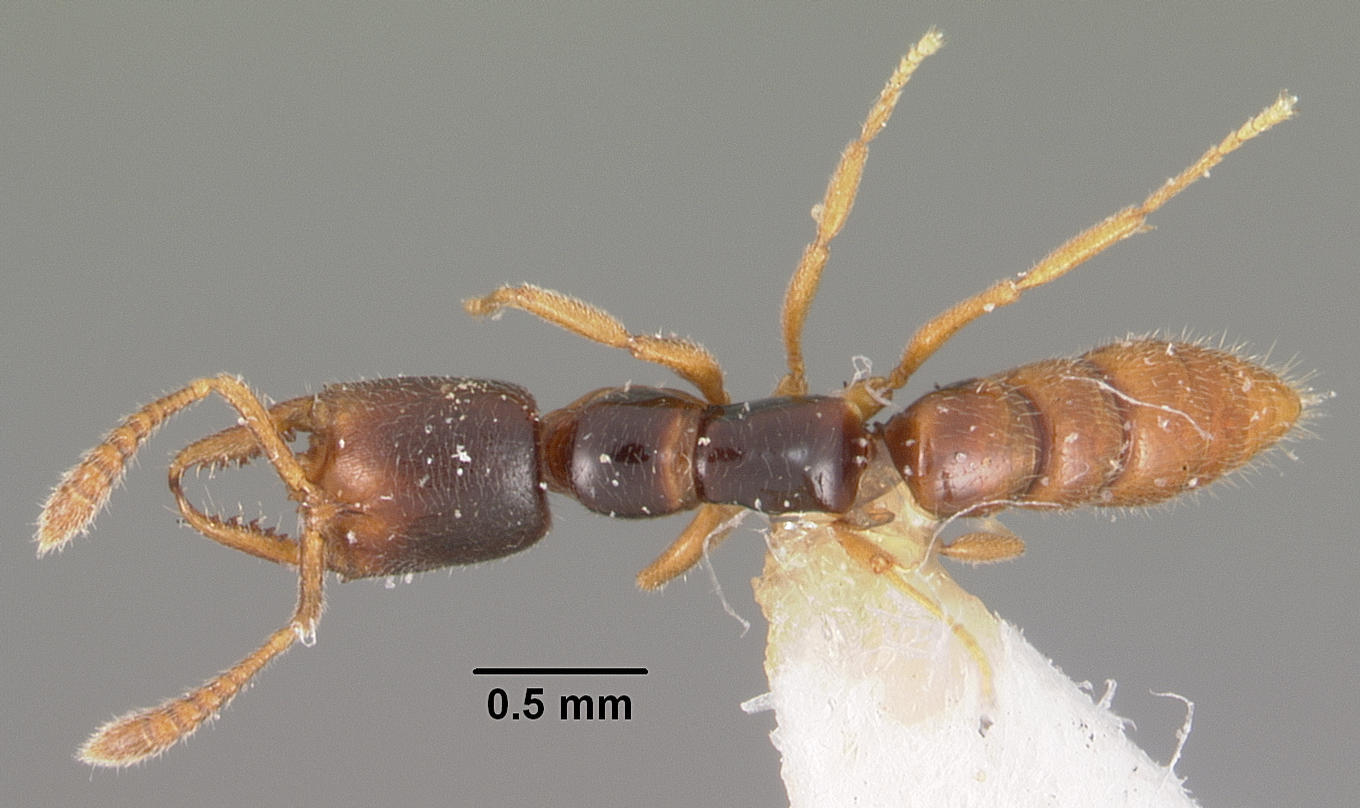
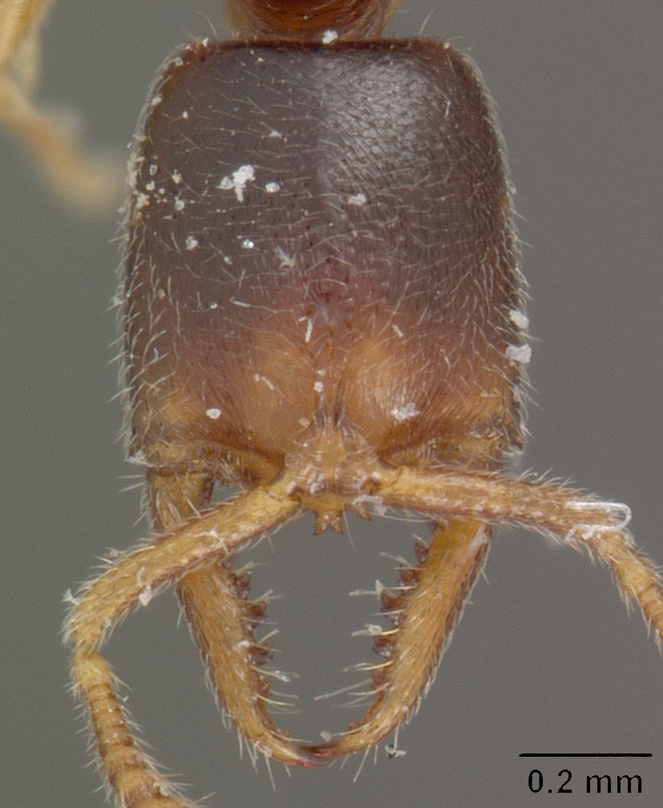
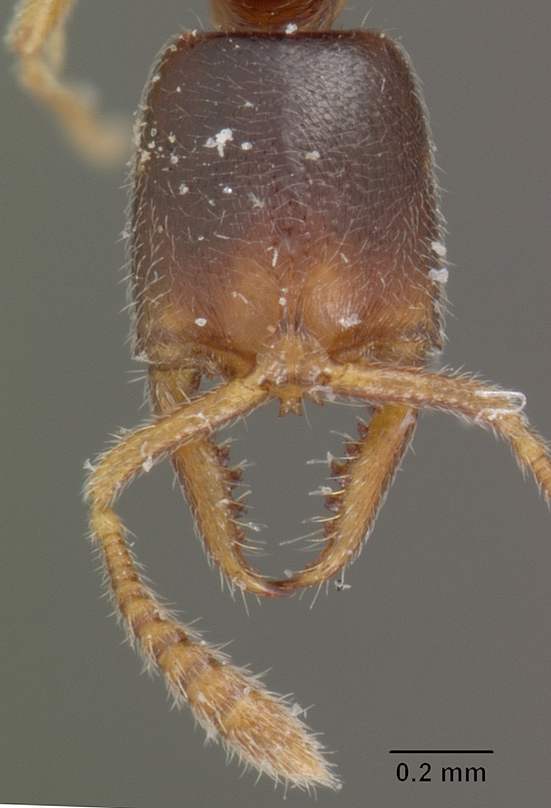
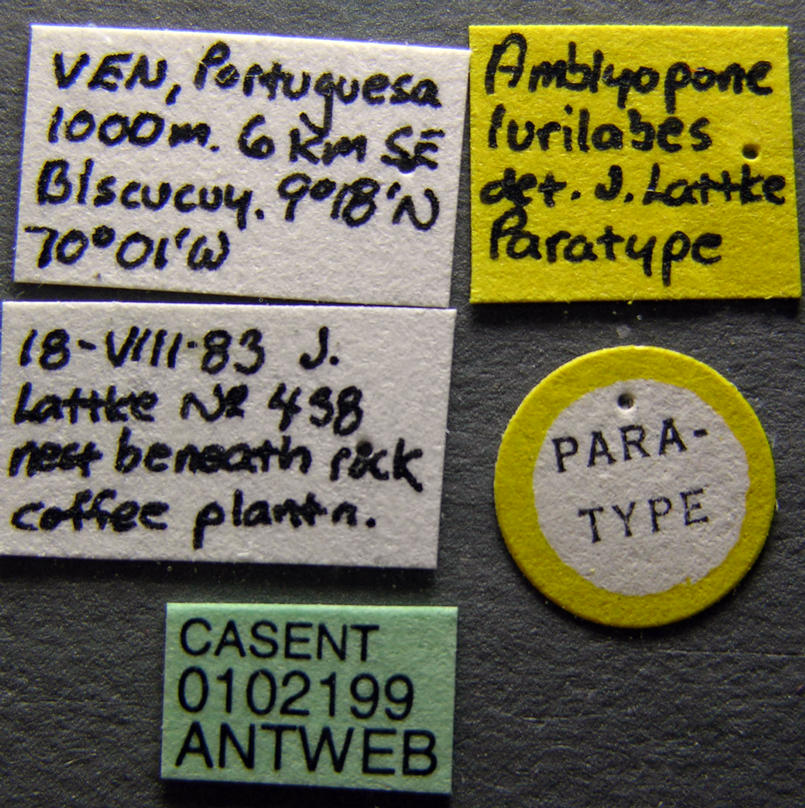
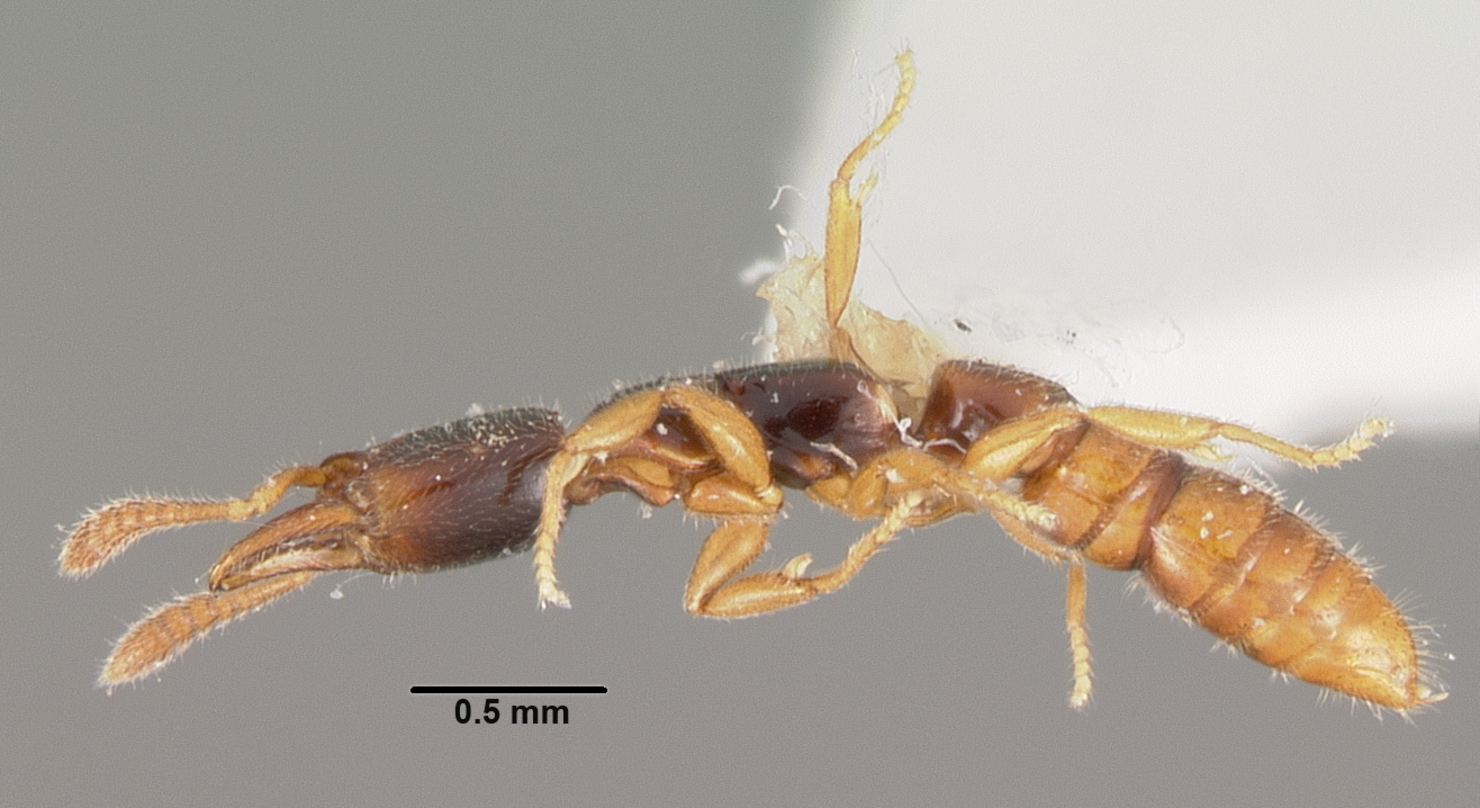
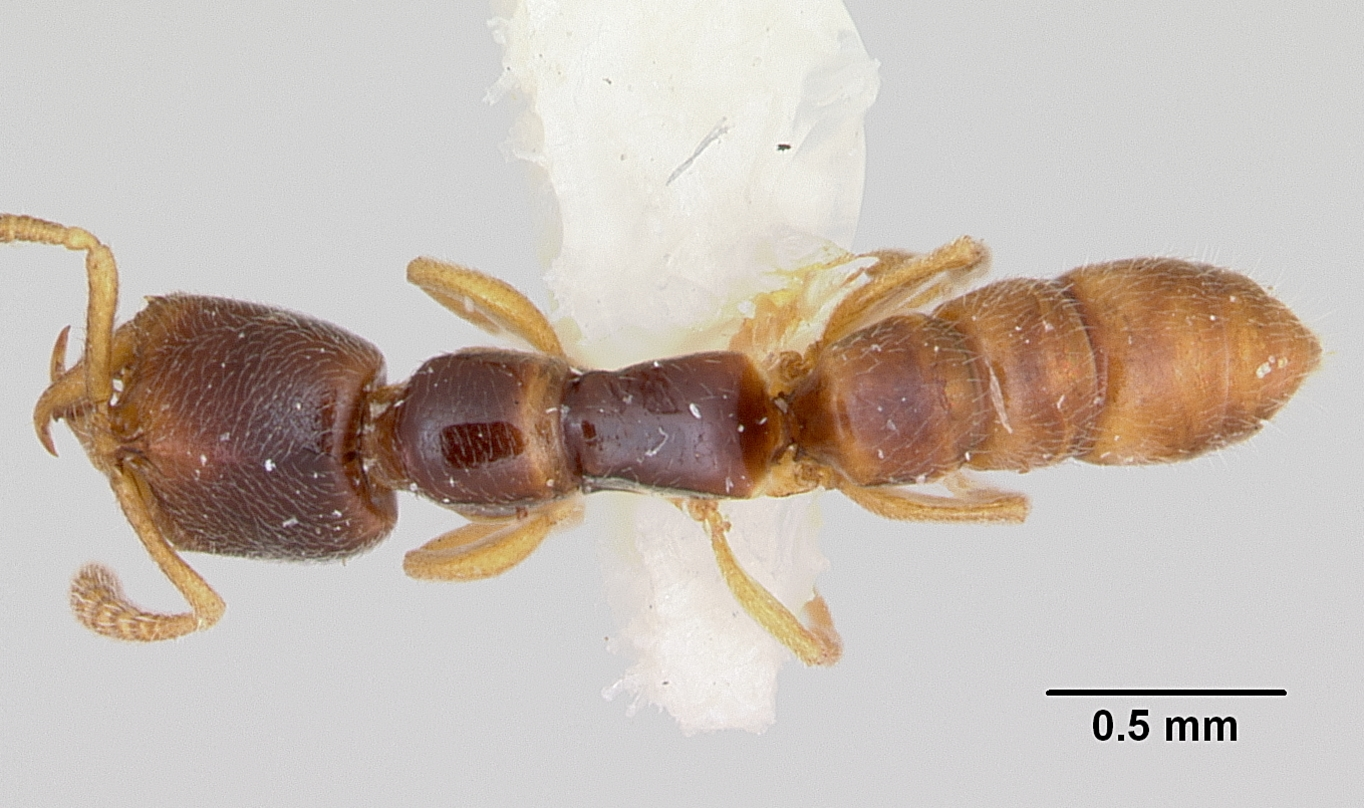